# Parque Nacional da Reserva de Veados

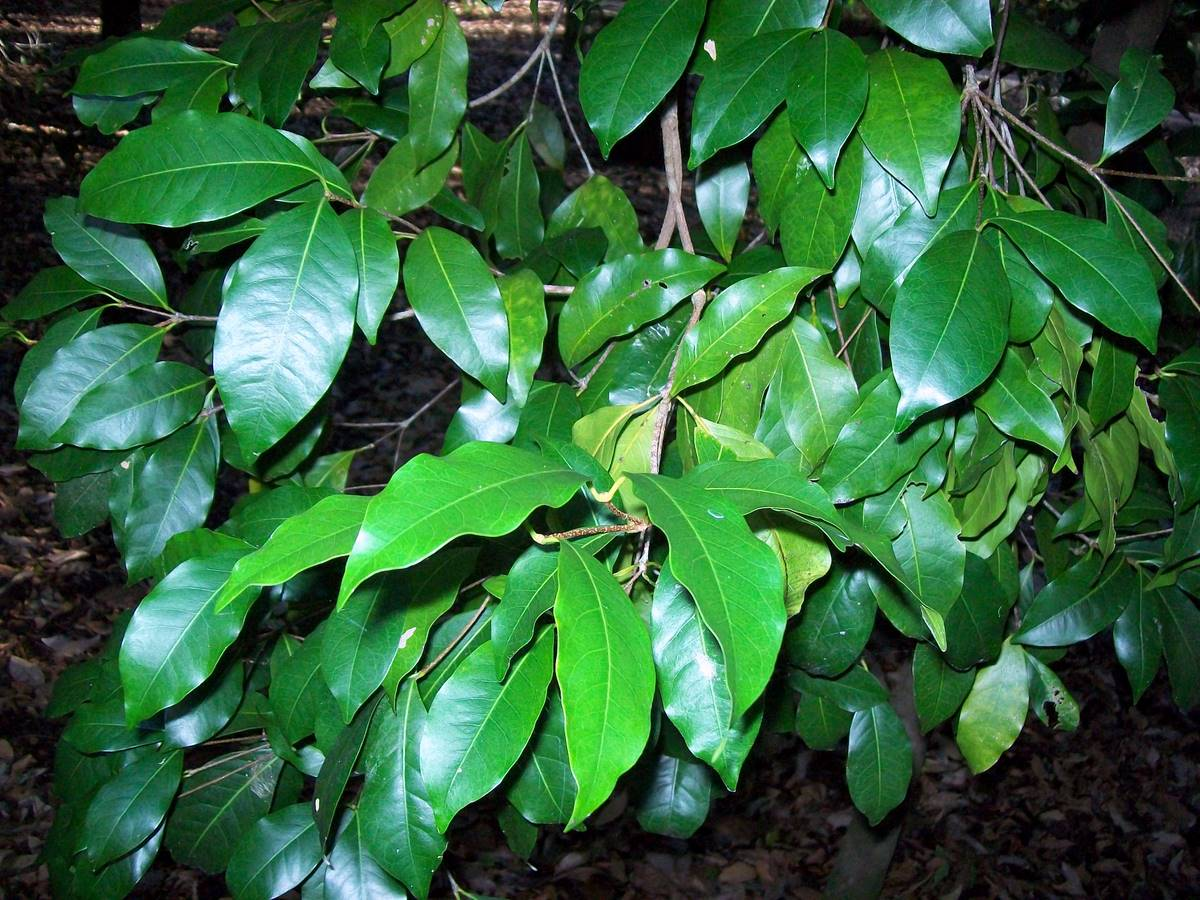
Bosistoa transversa, Jardim Botânico de Coffs Harbour, Austrália

O Parque Nacional da Reserva de Veados é uma reserva natural na região de Somerset, em Queensland, na biorregião do sudeste de Queensland. O nome "Reserva de Veados" refere-se aos veados vermelho presentes na zona. As plantas protegidas nesse parque natural e na adjacente Floresta Estatal da Reserva de Veados incluem Plectranthus leiperi.